# Šipkovica (Tetovo)
Šipkovica (mazedonisch Шипковица; albanisch definit Shipkovica, indefinit Shipkovicë) ist ein Dorf in der Nähe von Tetovo im Norden Nordmazedoniens. Es gehört zur Gemeinde Tetovo und hat etwa 2800 Einwohner.
Das Dorf Šipkovica zieht sich einen Hang entlang, der im Norden in den über 2700 Meter hohen Gebirgszug der Šar Planina mündet. Dort ist die Grenze zum Kosovo. Der Ort war während der Auseinandersetzungen zwischen der albanischen UÇK in Mazedonien und der mazedonischen Regierung einer der Hauptsitze des albanischen Widerstandes. Šipkovica gehörte zu den ersten Dörfern Mazedoniens, die seit März 2001 von der UÇK kontrolliert und deshalb beschossen wurden.
Die 2002 durchgeführte Volkszählung ermittelte für Šipkovica 2826 Einwohner, darunter 2817 (99,68 %) Albaner. Die Gemeinde Šipkovica, welche bis 2004 bestand, umfasste fünf weitere Ortschaften und zählte insgesamt 7820 Einwohner mit einer albanischen Mehrheit von 7782 Personen oder 99,51 %.
| Volkszählung | 1900 | 1948    | 1953  | 1961 | 1971 | 1981 | 1991 | 1994 | 2002 |
| ------------ | ---- | ------- | ----- | ---- | ---- | ---- | ---- | ---- | ---- |
| Einwohner    | 550  | 1357    | 1485  | 1566 | 2106 | 2512 | - 1  | 2571 | 2826 |
| Albaner      | 550  | k. A. 2 | k. A. | 1537 | 2099 | 2495 | -    | 2568 | 2817 |